# Rockstar San Diego
Rockstar San Diego, Inc. (anteriormente Angel Studios, Inc.) es una desarrolladora de videojuegos estadounidense y estudio filial de Rockstar Games con sede en Carlsbad, California. El estudio es conocido por desarrollar las series Midnight Club y Red Dead.
El empresario colombiano Diego Ángel fundó la empresa como Angel Studios en enero de 1984 después de estudiar cine en Chicago, donde se aficionó a la animación por computadora. El estudio comenzó centrándose en la animación y los efectos visuales para producciones multimedia como anuncios, películas y vídeos musicales. Las producciones notables incluyen la película The Lawnmower Man y el vídeo musical de la canción de Peter Gabriel "Kiss That Frog". Angel Studios comenzó a trabajar en la industria de los videojuegos durante la década de 1990, creando escenas para Ecco: The Tides of Time (1994) y Mr. Bones (1996) de Ed Annunziata. La compañía desarrolló juegos completos con Nintendo (Major League Baseball con Ken Griffey Jr. y Ken Griffey Jr.'s Slugfest) y Microsoft (Midtown Madness y Midtown Madness 2 ), y produjo una adaptación de Resident Evil 2 de Capcom para Nintendo. 64.
Rockstar Games quedó impresionado con el trabajo del estudio en Midtown Madness y ofreció una asociación a largo plazo en 1999, que resultó en la creación de las series Midnight Club y Smuggler's Run. Angel Studios fue adquirida por la empresa matriz de Rockstar Games, Take-Two Interactive, en noviembre de 2002 y se convirtió en Rockstar San Diego. Ángel dejó el estudio en mayo de 2005 y regresó a Colombia. Desde 2004, Rockstar San Diego ha operado un equipo interno de motores de juegos que desarrolla el Rockstar Advanced Game Engine patentado por Rockstar Games, que se utiliza en la mayoría de los títulos del editor. El estudio lideró el desarrollo de otros juegos de Midnight Club, Red Dead Revolver (2004), Red Dead Redemption (2010) y su paquete de expansión Undead Nightmare. El estudio colaboró con otros estudios de Rockstar Games en Max Payne 3 (2012), Grand Theft Auto V (2013) y Red Dead Redemption 2 (2018).

## Historia

### Primeros años en la animación (1984-1993)

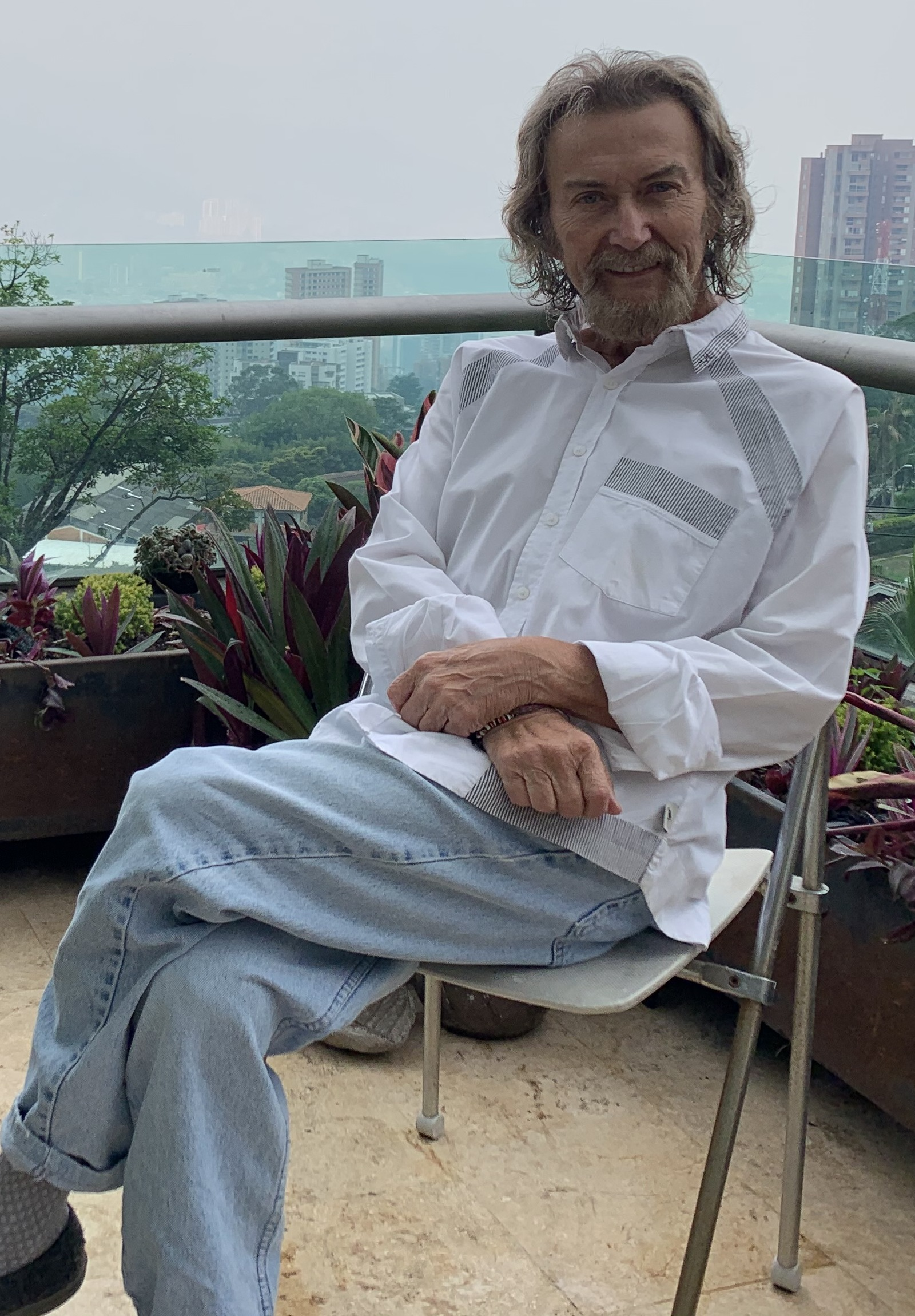
Diego Ángel (en la foto de 2020) fundó Angel Studios en 1984 y fue su presidente hasta 2005.

Con el deseo de convertirse en director de cine, el fundador de Angel Studios, Diego Ángel se mudó de Medellín, Colombia, a Chicago en 1971, cuando tenía poco más de 20 años. Se matriculó en el Columbia College Chicago para estudiar cine y asistió al Instituto de Arte de Chicago. Durante sus estudios,  Ángel se aficionó a la animación por ordenador, describiendo los ordenadores como "el futuro del arte". En 1984, Ángel se mudó con su esposa y sus dos hijos de Chicago a San Diego porque tenía amigos y parientes allí, y porque los nombres de las calles en español y la proximidad al México hispanohablante lo hacían sentir como en casa. Estableció Angel Studios como un estudio de animación por contrato en enero de 1984 en Carlsbad, California. Ángel consiguió una computadora y una oficina pero, a los pocos días, se dio cuenta de que no podía administrar un negocio y ser director de arte al mismo tiempo, y que carecía del conocimiento para operar las computadoras. Posteriormente contrató a un director de arte y un operador de sistema. Angel Studios no encontró un cliente de pago durante sus primeros seis meses de funcionamiento y solo obtuvo US$5,000 (equivalente a $14,16 en 2023) en ingresos en su primer año. Ángel dijo estar "sufriendo" por la escasez de trabajo en los dos primeros años de actividad de la empresa. El primer proyecto de la empresa fue un vídeo educativo para la Universidad de California en San Diego, seguido de comerciales para Nintendo, Polaroid Corporation, Asiana Airlines y Cobra Golf, entre otros. Otros proyectos iniciales fueron producciones para la NASA y Rohr Industries, así como logotipos animados para Home Box Office y ESPN.
Después del primer año, el cuñado de la esposa de Ángel invirtió en la empresa y Ángel obtuvo un préstamo bancario. En el segundo año, los ingresos alcanzaron US$25,000 (equivalente a $69,49 en 2023) y en 1989, Angel Studios tenía seis empleados y US$500,000 en equipos. Para garantizar que los empleados clave permanecieran en la empresa, Ángel nombró socios a tres de ellos en marzo de 1989. Brad Hunt, director de tecnología de Angel Studios, y Michael Limber, director de operaciones y más tarde director creativo, estuvieron entre los socios fundadores. La empresa creció a doce empleados en febrero de 1993. Ángel utilizó una filosofía que llamó las "tres P" (pasión, paciencia y perseverancia), lo que significaba que no aceptaría todas las ofertas que se le presentaran, sino que prefería aceptar proyectos que mostraran a su equipo y su tecnología. Los empleados del estudio dijeron que Ángel los trataba como a una familia: les pagaba bien, les daba mucho tiempo de vacaciones y ocasionalmente compartía una botella de tequila marca Patrón los viernes por la tarde, un evento que llamó "Sippy Wippy".
Gran parte del trabajo en 3D producido por Angel Studios fue para películas y vídeos musicales. Los éxitos llegaron con las imágenes generadas por computadora y los efectos visuales de la película de 1992 The Lawnmower Man y el vídeo musical de la canción de Peter Gabriel " Kiss That Frog ". Una de las dos escenas principales que produjo el estudio para The Lawnmower Man se considera la primera escena de sexo virtual. Para este proyecto, el equipo de la empresa formado por Hunt, Limber y Jill Knighton Hunt desarrolló Scenix, un conjunto de software que proporcionaba un " lenguaje de programación visual". En marzo de 1992, Angel Studios estaba trabajando en una adaptación de un juego de realidad virtual de las escenas de la película. El video musical "Kiss That Frog" fue parte de un viaje en simulador exhibido en un teatro móvil de 18 asientos, el Mind Blender, que salió de gira en 1993.
 El vídeo recibió el premio "Mejores efectos especiales en un vídeo" en los MTV Video Music Awards de 1994. Para The Enertopia Symphony, un cortometraje de 13 minutos que se proyectó en el Electric Energy Pavilion de la Expo '93, el estudio produjo una animación estereoscópica de seis minutos y medio a partir de fotografía 3D de acción real dirigida por Peter Anderson. Contrató a la agencia Spear/Hall & Associates para que se encargara de su marketing en agosto de 1993.

### Entrada a los videojuegos (1993-2000)
A principios de la década de 1990, Angel Studios colaboró en demostraciones técnicas para las computadoras de alta gama de Silicon Graphics y recibió algunas de estas computadoras a cambio. Uno de los clientes de Silicon Graphics fue Genyo Takeda de Nintendo, quien quedó impresionado con el trabajo de Angel Studios. Se reunió con la compañía y firmó un acuerdo que convirtió a Angel Studios en socio de la próxima consola Nintendo 64 de Nintendo. El estudio cambió su enfoque al desarrollo de videojuegos y Nintendo lo anunció como uno de los estudios de su "Dream Team" de desarrolladores externos para Nintendo 64 en febrero de 1995. Por esta época, Ángel conscientemente alejó al estudio de proyectos de "alto riesgo y uso intensivo de capital", incluso si ofrecían un gran potencial. Limber citó las decisiones comerciales de Ángel como el factor más importante en la supervivencia de la empresa a la burbuja de las puntocom, que afectó gravemente a la industria multimedia del área de San Diego. En retrospectiva, Ángel dijo que nunca tuvo un plan de negocios o una declaración de misión y que tomó decisiones por instinto. Por esta época, Angel Studios aceptó la propuesta del diseñador de juegos Ed Annunziata para crear escenas para la versión en CD de Sega de Ecco: The Tides of Time. Satisfecho con el resultado, Annunziata invitó al estudio a trabajar en escenas de su próximo juego, Mr. Bones para Sega Saturn. Mr. Bones se estrenó en 1996 con escenas y obras de arte adicionales de Angel Studios.
Como parte del "Dream Team" de Nintendo, la compañía desarrolló dos juegos deportivos protagonizados por el jugador de béisbol estadounidense Ken Griffey Jr.: Major League Baseball y Slugfest, que se lanzaron para Nintendo 64 en 1998 y 1999, respectivamente. Aunque los críticos elogiaron ambos juegos, Ángel decidió no crear más títulos deportivos porque Angel Studios "no era una empresa de deportes". Angel Studios continuó su trabajo para Nintendo 64, colaborando con el diseñador Shigeru Miyamoto en un juego de combate vehicular titulado Buggie Boogie. Miyamoto emitió contratos de tres meses a la empresa, no retuvo ningún documento y regresó cada tres meses para comprobar el progreso del juego. Angel Studios pasó 45 días creando una "biblia del diseño" para su primer encuentro con Miyamoto, quien la rechazó y pidió al estudio que "encontrara la diversión" durante los siguientes tres meses. En el juego, los vehículos se consumirían entre sí, absorbiendo su ADN para obtener sus poderes. Después de seis a nueve meses, el título fue cancelado ya que Nintendo priorizó un prototipo de Diddy Kong Racing. Angel Studios se quedó con una demostración tecnológica "bien pulida", que utilizó para presentar sus servicios de desarrollo a otros editores. A petición de Miyamoto, el equipo comenzó a trabajar en un juego de golf de fantasía.
A finales de 1997, Angel Studios fue contratado para desarrollar una adaptación del juego de PlayStation Resident Evil 2 para la Nintendo 64. Según Ángel, esta fue la primera colaboración entre Capcom y una empresa de videojuegos no japonesa. El desarrollo tuvo un presupuesto de US$1 million y el trabajo fue realizado en dos años por nueve desarrolladores a tiempo completo. El port se lanzó en noviembre de 1999 y se consideró un éxito: el estudio condensó los datos del juego a menos del 10% de su tamaño original, colocando los dos discos compactos de la versión original en un solo cartucho de Nintendo 64. En una retrospectiva de 2018 sobre Resident Evil 2 y sus ports, John Linneman de Eurogamer calificó la conversión como "uno de los ports de consola más ambiciosos de todos los tiempos". Matt Casamassina de IGN opinó que el puerto marcó al estudio como apto para desarrollar la recientemente anunciada consola Project Dolphin de Nintendo, que se convirtió en GameCube. Ángel atribuyó gran parte del éxito inicial de los videojuegos de su empresa a sus buenas relaciones con los editores asiáticos.
Otro proyecto de Angel Studios fue Ground Effect, un juego de carreras de aerodeslizadores que debía ser publicado en febrero de 1998 por Inscape, que fue adquirido por Graphix Zone en febrero de 1997. La película del estudio Oceanía se exhibió en el Pabellón de Realidad Virtual de la Expo '98. El estudio contribuyó a una atracción de aventuras llamada Virtual Jungle Cruise, que debutó en la inauguración en junio de 1998 del primer parque temático interactivo DisneyQuest en Orlando, Florida. Interactive Light publicó el videojuego arcade estilo beat 'em up de Angel Studios, Savage Quest, en 1999. Por esta época, Angel propuso el desarrollo de un videojuego de carreras a pesar de la saturación del mercado. Animó a sus empleados a trabajar de forma independiente y apropiarse de las diferentes partes del juego. Esta política se consideró un factor importante en la calidad del juego. El juego fue lanzado como Midtown Madness en mayo de 1999 como parte de la franquicia de juegos de carreras Madness de Microsoft. Fred Marcus, diseñador y programador de Midtown Madness, afirmó que las impresionantes demostraciones de físicas del estudio fueron clave para sus contratos de publicación. Al juego le siguió Midtown Madness 2, desarrollado por Angel Studios y lanzado en 2000. El estudio continuó trabajando con Microsoft en un juego que involucra a una novia virtual, planeado como un título de lanzamiento para Xbox llamado XGirl. Sky Pirates VR, una atracción de temática pirata basada en el sistema de "realidad vertical" de Steven Spielberg, se exhibió en los parques temáticos de GameWorks. La atracción debutó en Detroit en 2000 y se expandió a Schaumburg, Illinois, en diciembre de ese año.

### Acuerdos y adquisiciones de Rockstar Games (2000-2003)
Rockstar Games, un editor de videojuegos estadounidense, se interesó en trabajar con Angel Studios después del lanzamiento de Midtown Madness y quiso utilizar su experiencia combinada para desarrollar lo que se convirtió en las series Midnight Club y Smuggler's Run. Como parte de su relación, Angel Studios trabajó en Oni 2: Death & Taxes, una secuela cancelada del juego de 2001 Oni, propiedad de la empresa matriz de Rockstar Games, Take-Two Interactive. En una entrevista de noviembre de 2000, Sam Houser de Rockstar Games dijo: "Me encanta Angel Studios ... No voy a dejar de trabajar con ellos.".
 Daily Radar clasificó a Angel Studios en cuarto lugar en su lista de 2001 de los cinco mejores desarrolladores para plataformas Sony, citando la fortaleza de Midnight Club: Street Racing y el primer Smuggler's Run. juego en PlayStation 2.
Alrededor de 2002, Ángel habló de vender su empresa a Microsoft, Activision y Rockstar Games. Se había hecho amigo de Sam Houser y su hermano Dan, dos de los fundadores de Rockstar Games, debido a su amor compartido por el tequila. La compañía buscó adquirir Angel Game Engine de Angel Studios como motor de juego patentado para reemplazar RenderWare de Criterion Games, que había utilizado para la serie Grand Theft Auto. Rockstar Games presentó inicialmente lo que Ángel consideraba un low-ball. Cuando no respondió, Rockstar Games le presentó una oferta que Ángel dijo que no podía rechazar y lo convenció de que el estudio tendría la libertad creativa que deseaba. Take-Two anunció que había adquirido Angel Studios el 20 de noviembre de 2002. Pagó US$28,512 million en efectivo, 235,679 acciones ordinarias restringidas (valoradas en US$6,557 million ), y US$5,931 million en regalías prepagas; un precio total de US$41 million. Angel Studios y sus 125 empleados pasaron a formar parte de Rockstar Games como Rockstar San Diego. La plantilla aumentó a 230 en 2003. Como parte de un cambio cultural que algunos empleados consideraron abrupto, Rockstar Games eliminó la política del estudio de un receso de una semana para todos los empleados después del lanzamiento de cada juego.

### Proyectos posteriores a la adquisición (2003-2006)
Después de la adquisición, los ejecutivos de Rockstar Games revisaron los proyectos de desarrollo del estudio para determinar qué valía la pena conservar. Dan Houser señaló que Red Dead Revolver, que describió como "este juego de vaqueros que se veía muy bien", llamó la atención del equipo de revisión a pesar de que no se podía jugar. El proyecto surgió de la asociación entre Angel Studios y Capcom en el port de Resident Evil 2: Yoshiki Okamoto de Capcom se había acercado al estudio con la idea de una propiedad intelectual original titulada SWAT, un juego de disparos en tercera persona que involucraba a un equipo SWAT de siete miembros. Más tarde, por recomendación de Okamoto, adoptó un tema occidental. Angel Studios comenzó a trabajar en el juego en 2000 con la supervisión y financiación de Capcom. El desarrollo fue problemático, en parte debido a diferencias culturales entre las dos compañías, y el juego siguió sin ser jugable. Después de que Okamoto dejó Capcom, la compañía dejó de financiar el juego en julio de 2003 y lo canceló formalmente en agosto. Rockstar Games adquirió Red Dead Revolver de Capcom y reanudó su desarrollo en diciembre de ese año. La crisis en Rockstar San Diego aumentó por el rápido lanzamiento del juego, que llegó en mayo de 2004 para PlayStation 2 y Xbox.
En 2003, Rockstar San Diego comenzó a desarrollar Agent, un juego de sigilo de mundo abierto para PlayStation 2 y Xbox, bajo el liderazgo del productor Luis Gigliotti. El concepto de un juego sin título de la Liga de la Justicia fue descartado en favor de Agent. A diferencia de los juegos anteriores de Angel Studios, la etapa de prototipo de Agent comenzó con un equipo completo, al que se le dio poco tiempo para completar el prototipo, lo que provocó una crisis en el estudio. Los artistas de la compañía viajaron a El Cairo y Washington D. C., dos de los escenarios de Agente, para capturar fotografías de referencia. Los cuatro artistas que viajaron a El Cairo tomaron más de 10.000 fotografías. Cuando la policía detuvo a artistas por sus fotografías en ambos lugares, la situación en DC se resolvió rápidamente, mientras que la de El Cairo tomó mucho más tiempo. El desarrollo continuó una vez que ambos equipos regresaron. Al mismo tiempo, Rockstar Games y los hermanos Houser seguían solicitando cambios con tanta frecuencia que el estudio no podía seguir el ritmo, lo que provocó más crisis. Tres personas relacionadas con el estudio (un empleado activo y dos ex empleados) murieron durante este tiempo, lo que se sumó a una cultura tóxica del estudio. Después de un año de trabajo, Gigliotti dejó el estudio y formó Concrete Games para la editorial THQ. Once de los desarrolladores principales de Agent siguieron a Gigliotti al día siguiente y varios desarrolladores principales de Red Dead Revolver fueron puestos a cargo de Agent para compensar estas salidas. Bajo el nuevo liderazgo, los desarrolladores pasaron otro año actualizando el motor de juego interno de Agent. Poco después, el juego quedó suspendido indefinidamente. El estudio hermano Rockstar North, que deseaba crear un juego de ese estilo, comenzó a trabajar en un juego del mismo nombre que impresionó a los desarrolladores de Rockstar San Diego. Aunque se anunció en 2009, este juego se consideró una distracción de los otros proyectos del estudio y se canceló a los pocos años.
Después de que Electronic Arts adquiriera Criterion Games en 2004, Rockstar San Diego estableció el equipo de RAGE Technology Group para desarrollar Rockstar Advanced Game Engine (RAGE) a partir de Angel Game Engine. El motor se introdujo con Rockstar Games Presents Table Tennis, que fue desarrollado por el estudio y lanzado para Xbox 360 y Wii en 2006. RAGE se utilizaría en la mayoría de los títulos de Rockstar Games para computadoras personales y consolas, incluidos Red Dead Redemption, Grand Theft Auto IV, Max Payne 3, Grand Theft Auto V y Red Dead Redemption 2.  Angel, hasta entonces presidente de Rockstar San Diego, había estado trabajando desde las oficinas del estudio, la sede de Rockstar Games en Nueva York y Colombia desde la adquisición y finalmente decidió no renovar su contrato con Rockstar Games. Los hermanos Houser intentaron persuadirlo para que se quedara, pero  Angel sintió nostalgia y dejó la empresa en mayo de 2005 para regresar a Colombia. En Medellín intentó crear oportunidades de desarrollo de juegos, como una maestría en programación de videojuegos en la Universidad EAFIT. Al final fracasaron debido a la falta de apoyo gubernamental y de talento en el área. Alan Wasserman, que se había unido a Rockstar San Diego en 2003, se convirtió en director general del estudio. El estudio abrió dos puestos de pasantías remuneradas para estudiantes del Entertainment Technology Center en diciembre de 2005 y pronto comenzó a reclutar empleados para producir juegos de próxima generación

### Red Dead Redemptiony cuestiones laborales (2006-2011)
En agosto de 2006, dos ex artistas 3D de Rockstar San Diego, Terri-Kim Chuckry y Garrett Flynn, presentaron una demanda colectiva en nombre de más de cien ex empleados, reclamando compensación por horas extras no pagadas. El caso, Garrett Flynn, et al. contra Angel Studios, Inc. / Rockstar Games y otros., se preparó con la ayuda de Thomas Urmy Jr. del bufete de abogados Shapiro Haber & Urmy LLP, y se resolvió extrajudicialmente en abril de 2009 cuando Rockstar Games otorgó a los ex empleados US$2,75 million. Las esposas de varios empleados de Rockstar San Diego, bajo el seudónimo de "Rockstar Spouse", publicaron una carta abierta en enero de 2010, alegando que los ejecutivos habían impuesto malas condiciones laborales a los desarrolladores de los estudios desde marzo de 2009. A esto le siguieron varios ex empleados que describieron de forma anónima y pública experiencias similares. Si bien un exmiembro del personal de Rockstar Games confirmó las afirmaciones de la publicación, Rockstar Games negó todas las afirmaciones y dijo que estaba "entristecido si algún ex miembro de algún estudio no encontraba su tiempo aquí agradable o creativamente satisfactorio". La Asociación Internacional de Desarrolladores de Juegos describió las supuestas condiciones laborales como "engañosas, explotadoras y, en última instancia, dañinas".
En enero de 2010, se informó que la dirección de la empresa había despedido gradualmente a los empleados que trabajaban en la serie Midnight Club y había subcontratado su desarrollo. Otros empleados clave renunciaron en lugar de trabajar en Red Dead Redemption. Durante el desarrollo de Red Dead Redemption, la mala gestión provocó retrasos y mayores costos de desarrollo. Dos meses después del lanzamiento del juego en mayo de 2010, alrededor de 40 de los 180 miembros del personal de Rockstar San Diego fueron despedidos. Steve Martin, que había sido productor en el estudio desde 2009, sucedió a Wasserman como director del estudio. La plantilla del estudio se redujo a 128 empleados en febrero de 2011. Red Dead Redemption se convirtió en un éxito comercial y de crítica, vendiendo 13 millones de copias en dos años. En declaraciones a los inversores, el director ejecutivo de Take-Two, Strauss Zelnick, anunció que el juego se convertiría en una de las franquicias permanentes estratégicas de la empresa. El juego ganó varios premios de fin de año, incluidos múltiples premios al Juego del Año.. Business Insider descubrió que Red Dead Redemption era, en 2017, el 37.º mejor juego jamás creado en función de las puntuaciones de recepción crítica.

### Colaboraciones para el desarrollo (2011-presente)
A partir de 2011, Rockstar San Diego cooperó en gran medida con otros estudios de Rockstar Games. Desempeñó un papel secundario (junto con Rockstar North y Rockstar Leeds) en el desarrollo del juego LA Noire de 2011 del equipo Bondi. Para Max Payne 3 de 2012, Rockstar San Diego fue parte de Rockstar Studios, un esfuerzo colaborativo de todos los estudios de Rockstar Games. Para expandirse, el estudio estaba contratando más empleados en febrero de 2012. Rockstar Games pagó entonces US$12,6 million en agosto de 2014 para renovar el contrato de arrendamiento de 52 726 pies cuadrados (489 840,4 dm²) de espacio para oficinas en el Faraday Corporate Center en Carlsbad durante ocho años. El estudio colaboró con Rockstar North en Grand Theft Auto V, que se lanzó en 2013. Más recientemente, la compañía fue uno de los ocho estudios que trabajaron en Red Dead Redemption 2, que salió en 2018. El desarrollo de ese juego nuevamente enfrentó acusaciones de problemas laborales. Algunos empleados informaron que se les ordenó trabajar horas extras, frecuentemente haciendo semanas de 80 horas. En julio de 2019, Martin dejó la empresa, luego se unió al conglomerado chino Tencent y abrió el estudio subsidiario Lightspeed LA. En su lugar, Rockstar San Diego volvió a contratar a su exdirector técnico Tom Shepherd en septiembre de 2019, después de haber estado en The Initiative durante catorce meses. Él y el director de arte Joshua Bass fueron nombrados directores conjuntos del estudio.

## Juegos desarrollados

### Como Angel Studios
| Año  | Título                                          | Plataforma(s)                 | Publicadora(s)    | Notas                                              | Ref.    |
| ---- | ----------------------------------------------- | ----------------------------- | ----------------- | -------------------------------------------------- | ------- |
| 1994 | Ecco: The Tides of Time                         | Sega CD                       | Sega              | Supportive development for Novotrade International | [ 10 ]  |
| 1996 | Mr. Bones                                       | Sega Saturn                   | Sega              | Supportive development for Zono                    | [ 10 ]  |
| 1998 | Major League Baseball Featuring Ken Griffey Jr. | Nintendo 64                   | Nintendo          |                                                    | [ 24 ]  |
| 1998 | Virtual Jungle Cruise                           |                               |                   | Exhibited at DisneyQuest theme parks               | [ 35 ]  |
| 1999 | Savage Quest                                    | Arcade                        | Interactive Light |                                                    | [ 36 ]  |
| 1999 | Midtown Madness                                 | Windows                       | Microsoft         |                                                    | [ 37 ]  |
| 1999 | Ken Griffey Jr.'s Slugfest                      | Nintendo 64                   | Nintendo          |                                                    | [ 24 ]  |
| 1999 | Resident Evil 2                                 | Nintendo 64                   | Capcom            | Port development                                   | [ 28 ]  |
| 2000 | Sky Pirates VR                                  |                               |                   | Exhibited at GameWorks theme parks                 | [ 41 ]  |
| 2000 | Midtown Madness 2                               | Windows                       | Microsoft         |                                                    | [ 40 ]  |
| 2000 | Midnight Club: Street Racing                    | PlayStation 2                 | Rockstar Games    |                                                    | [ 15 ]  |
| 2000 | Smuggler's Run                                  | PlayStation 2                 | Rockstar Games    |                                                    | [ 47 ]  |
| 2001 | Test Drive: Off-Road Wide Open                  | PlayStation 2, Xbox           | Infogrames        |                                                    | [ 99 ]  |
| 2001 | Smuggler's Run 2: Hostile Territory             | PlayStation 2                 | Rockstar Games    |                                                    | [ 100 ] |
| 2001 | Transworld Surf                                 | GameCube, PlayStation 2, Xbox | Infogrames        |                                                    | [ 11 ]  |
| 2002 | Smuggler's Run: Warzones                        | GameCube                      | Rockstar Games    |                                                    | [ 100 ] |

### Como Rockstar San Diego
| Año  | Título                               | Plataforma(s)                                                                             | Publicadora(s) | Notas                                                     | Ref.           |
| ---- | ------------------------------------ | ----------------------------------------------------------------------------------------- | -------------- | --------------------------------------------------------- | -------------- |
| 2003 | Midnight Club II                     | PlayStation 2, Windows, Xbox                                                              | Rockstar Games |                                                           | [ 101 ]        |
| 2003 | Spy Hunter 2                         | PlayStation 2, Xbox                                                                       | Midway Games   |                                                           | [ 102 ]        |
| 2004 | Red Dead Revolver                    | PlayStation 2, Xbox                                                                       | Rockstar Games |                                                           | [ 103 ]        |
| 2005 | Midnight Club 3: Dub Edition         | PlayStation 2, PlayStation Portable, Xbox                                                 | Rockstar Games |                                                           | [ 104 ]        |
| 2006 | Midnight Club 3: Dub Edition Remix   | PlayStation 2, Xbox                                                                       | Rockstar Games |                                                           | [ 105 ]        |
| 2006 | Rockstar Games Presents Table Tennis | Wii, Xbox 360                                                                             | Rockstar Games |                                                           | [ 61 ]         |
| 2008 | Midnight Club: Los Angeles           | PlayStation 3, Xbox 360                                                                   | Rockstar Games |                                                           | [ 106 ]        |
| 2010 | Red Dead Redemption                  | Nintendo Switch, PlayStation 3, PlayStation 4, Xbox 360                                   | Rockstar Games | Also developed the expansion pack Undead Nightmare (2010) | [ 79 ] [ 107 ] |
| 2011 | L.A. Noire                           | Nintendo Switch, PlayStation 3, PlayStation 4, Windows, Xbox 360, Xbox One                | Rockstar Games | Supportive development for Team Bondi                     | [ 87 ]         |
| 2012 | Max Payne 3                          | macOS, PlayStation 3, Windows, Xbox 360                                                   | Rockstar Games | Developed as part of Rockstar Studios                     | [ 88 ]         |
| 2013 | Grand Theft Auto V                   | PlayStation 3, PlayStation 4, PlayStation 5, Windows, Xbox 360, Xbox One, Xbox Series X/S | Rockstar Games | Supportive development for Rockstar North                 | [ 92 ]         |
| 2018 | Red Dead Redemption 2                | PlayStation 4, Stadia, Windows, Xbox One                                                  | Rockstar Games | Developed as part of Rockstar Games                       | [ 94 ]         |

### Cancelados
- Ground Effect
- Buggie Boogie
- XGirl
- Oni 2: Death & Taxes
- Agent